# Chozas de Canales
Chozas de Canales là một đô thị trong tỉnh Toledo, Castile-La Mancha, Tây Ban Nha.